# Hugo Freund & Co
Hugo Freund & Co è stata una società di gioielleria fondata nel 1908 a Praga in Fruit Market, numero 15. Il fondatore fu Hugo Freund.

## Storia
Hugo Freund & Co era una rinomata società di gioielleria fondata nel 1908 a Praga, situata in Fruit Market, numero 15. La ditta, fondata da Hugo Freund, si distingueva per la qualità e l’eleganza delle sue creazioni, consolidandosi rapidamente nel mercato europeo.
L’azienda vantava filiali a Vienna, Pforzheim, Anversa e in Svizzera, mantenendo una rete commerciale estesa e ben organizzata. Attraverso contatti costanti con il PBX di Praga, non solo effettuava operazioni di acquisto ed esportazione, ma informava anche il PBX sulle importanti innovazioni straniere e sull’andamento del mercato, garantendo così un aggiornamento continuo e un vantaggio competitivo.
Quando, a causa di restrizioni commerciali e difficoltà politiche, l'importazione di merci straniere divenne impraticabile e fu necessario interrompere i rapporti con fornitori e stabilimenti esteri, Freund riuscì a evitare o ridurre significativamente le elevate tasse doganali grazie a strategie commerciali attente e a una gestione oculata delle fonti di approvvigionamento. Questa capacità gli permise di mantenere attiva l’attività e limitare l’impatto negativo sulle operazioni aziendali durante periodi di crisi internazionale.

## Galleria d'immagini

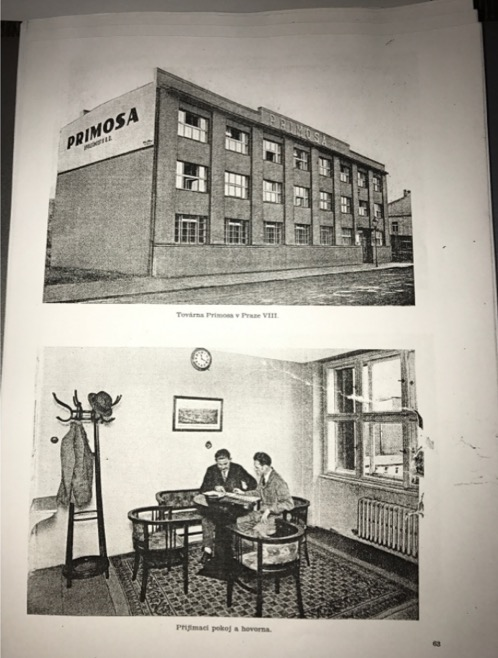
Hugo Freund & Co
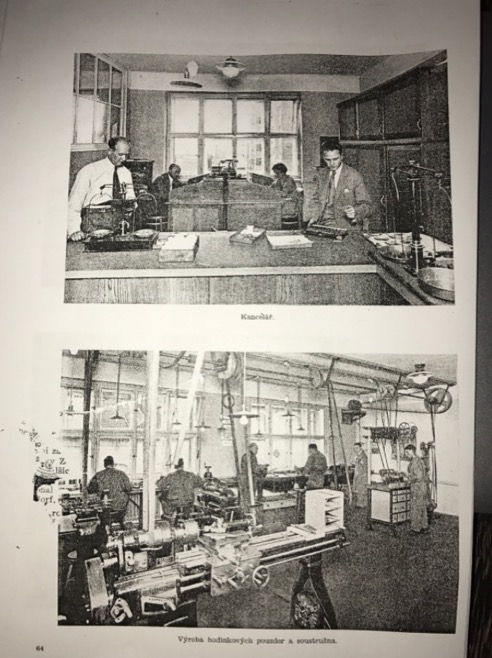
Ufficio
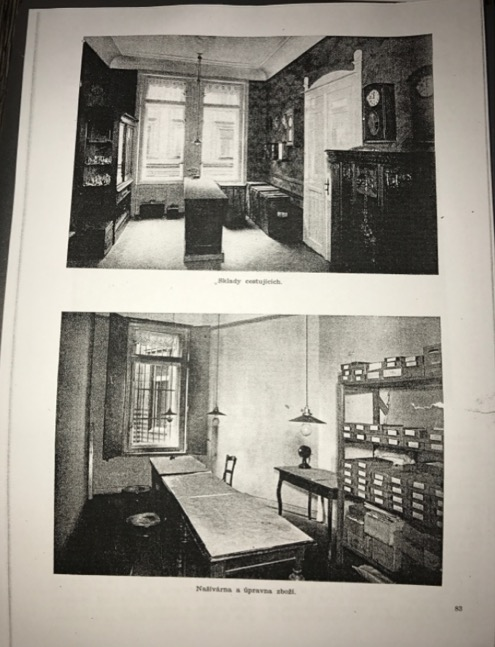
Magazzini
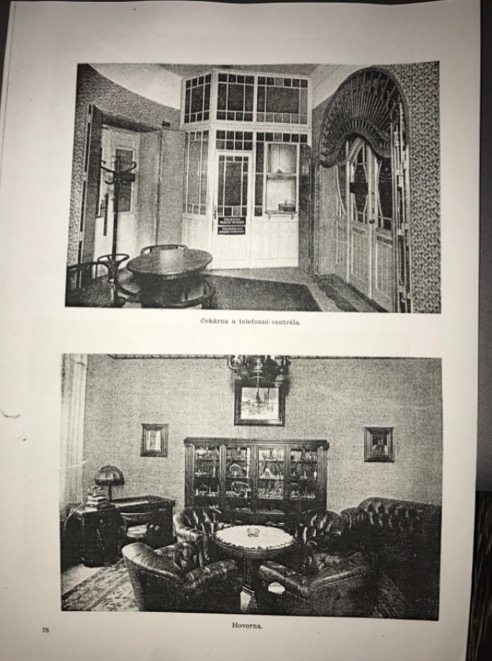
Sala d'attesa e call room